# 苯硒酚
苯硒酚（化學式：C
6H
5SeH，PhSeH）是一種有機硒化合物，又名基苯、硒苯酚，它是最簡單酚的硒類似物，一種硒酚類化合物，常溫下是無色的強烈惡臭液體，可用於有機合成中的試劑。

## 製備
苯硒酚可經由苯基溴化鎂和硒的反應制得：

## 性質
比起苯硫酚，苯硒酚容易在空氣中氧化。其產物為二苯基二硒醚：
4 PhSeH  +  O2  →  2 PhSeSePh  +  2 H2O
在有機合成中，苯硒酚被轉化成其共軛鹼PhSe-之後，是一種有效的親核試劑。

## 歷史
苯硒酚最早的發現報告在1888年，透過苯與四氯化硒（SeCl4）在氯化鋁（AlCl3）的存在下的反應生成。

## 安全性
像其他的有機硒化合物一樣，具有強烈的惡臭，且有毒。